# Sainte-Marie-en-Chanois
Sainte-Marie-en-Chanois is een gemeente in het Franse departement Haute-Saône (regio Bourgogne-Franche-Comté) en telt 218 inwoners (2011). De plaats maakt deel uit van het arrondissement Lure.

## Geografie
De oppervlakte van Sainte-Marie-en-Chanois bedraagt 4,8 km², de bevolkingsdichtheid is 45,4 inwoners per km².
De onderstaande kaart toont de ligging van Sainte-Marie-en-Chanois met de belangrijkste infrastructuur en aangrenzende gemeenten.

## Demografie
Onderstaande figuur toont het verloop van het inwonertal (bron: INSEE-tellingen).